# Самаринская улица
Сама́ринская у́лица (до 16 декабря 1985 года — Пе́рвая Сама́ринская у́лица) — улица, расположенная в Южном административном округе города Москвы на территории Даниловского района.

## История
1-я и 2-я Самаринские улицы известны как минимум с 1902 года, вероятно, названы по домовладельцу (на ближнем кладбище Данилова монастыря похоронены общественные деятели Дмитрий Федорович и Юрий Федорович Самарины). 2-я Самаринская улица была упразднена в 1972 году, а 16 декабря 1985 года Пе́рвая Сама́ринская у́лица была переименована в Самаринскую. В 1990-х годах 2-я Самаринская улица была восстановлена, однако Самаринской улице первоначальное название возвращено не было.

## Расположение
Самаринская улица проходит от Мытной улицы на запад до Городской улицы, с юга к ней примыкает 2-я Самаринская улица, соединяющая её с улицей Серпуховский Вал. Нумерация домов начинается от Мытной улицы.

## Примечательные здания и сооружения
По нечётной стороне:
По чётной стороне:

## Транспорт

### Наземный транспорт
С середины 1960 годов по улице проходил оборотный круг троллейбуса 10. В 1980-х был организован оборот через ул. Шухова, контактная сеть была полностью демонтирована, сегодня об этом напоминает лишь сохранившийся кронштейн на опоре.
По Самаринской улице не проходят маршруты наземного общественного транспорта. У восточного конца улицы, на Мытной улице, расположена остановка «Даниловский рынок» автобусов 121, м90.

### Метро
- Станция метро «Тульская» Серпуховско-Тимирязевской линии — юго-восточнее улицы, между Большой Тульской улицей и Большим Староданиловским, Холодильным и 1-м Тульским переулками